# Challenge des champions 1971
Navigation
Nice 1970 Toulon 1972
Le Challenge des champions 1971 est la quinzième édition du Challenge des champions, épreuve qui oppose le champion de France au vainqueur de la Coupe de France. Disputée le 20 août 1971 au Stade de l'Armoricaine à Brest en France devant 16 249 spectateurs, le titre est partagé par l'Olympique de Marseille et le Stade rennais UC.

## Participants
La rencontre oppose l'Olympique de Marseille au Stade rennais UC. Les Marseillais se qualifient au titre de leur victoire en Championnat de France de football 1970-1971 et les Rennais se qualifient pour le Challenge des champions grâce à leur victoire en Coupe de France de football 1970-1971.

## Rencontre
Les Rennais mènent tout d'abord 2-0 grâce à un but inscrit par Serge Lenoir sur pénalty à la 27e minute et un but du Yougoslave Zdenko Kobešćak à la 53e minute ; les Marseillais reviennent au score grâce à Didier Couecou marquant sur pénalty à la 65e minute, et un but à la 70e minute de Joseph Bonnel rentré en jeu à la place de Josip Skoblar.
Aucune prolongation n'est prévue dans les règles du Challenge des champions pour départager les équipes en cas d'égalité mais dans la confusion générale, les spectateurs des deux équipes envahissent le terrain avant la séance de tirs au but. Le Provençal du 21 août 1971 et L'Équipe du même jour rapportent qu'un tirage au sort a été effectué à l'issue de la rencontre donnant l'Olympique de Marseille vainqueur du Trophée. L'Équipe du 23 août 1971 rectifie cette version, ayant appris auprès du conseiller juridique de l'UNFP de la décision de déclarer les deux clubs vainqueurs.

## Feuille de match
| Titulaires :             |                  |
|                          |                  |
|                          | Marcel Aubour    |
|                          | Alain Cosnard    |
|                          | René Cédolin     |
|                          | Zygmunt Chlosta  |
|                          | Louis Cardiet    |
|                          | Zdenko Kobešćak  |
|                          | Héctor Toublanc  |
|                          | Philippe Terrier |
|                          | Sokrat Mojsov    |
|                          | Serge Lenoir     |
|                          | Daniel Périault  |
|                          |                  |
| Entraîneur :             |                  |
| Jean Prouff René Cédolin |                  |

| Titulaires :  |                    |     |
|               |                    |     |
|               | Georges Carnus     | 45e |
|               | Jean-Pierre Lopez  |     |
|               | Jean-Louis Hodoul  |     |
|               | Jules Zvunka       |     |
|               | Edouard Kula       |     |
|               | Roger Magnusson    | 45e |
|               | Gilbert Gress      | 45e |
|               | Josip Skoblar      | 45e |
|               | Ange Di Caro       |     |
|               | Jacques Novi       |     |
|               | Daniel Leclercq    |     |
|               |                    |     |
| Remplaçants : |                    |     |
|               | Jean-Paul Kraft    | 45e |
|               | Jean-Pierre Tokoto | 45e |
|               | Didier Couécou     | 45e |
|               | Joseph Bonnel      | 45e |
|               |                    |     |
| Entraîneur :  |                    |     |
| Lucien Leduc  |                    |     |

| Titulaires :             |                  |
|                          |                  |
|                          | Marcel Aubour    |
|                          | Alain Cosnard    |
|                          | René Cédolin     |
|                          | Zygmunt Chlosta  |
|                          | Louis Cardiet    |
|                          | Zdenko Kobešćak  |
|                          | Héctor Toublanc  |
|                          | Philippe Terrier |
|                          | Sokrat Mojsov    |
|                          | Serge Lenoir     |
|                          | Daniel Périault  |
|                          |                  |
| Entraîneur :             |                  |
| Jean Prouff René Cédolin |                  |

| Titulaires :  |                    |     |
|               |                    |     |
|               | Georges Carnus     | 45e |
|               | Jean-Pierre Lopez  |     |
|               | Jean-Louis Hodoul  |     |
|               | Jules Zvunka       |     |
|               | Edouard Kula       |     |
|               | Roger Magnusson    | 45e |
|               | Gilbert Gress      | 45e |
|               | Josip Skoblar      | 45e |
|               | Ange Di Caro       |     |
|               | Jacques Novi       |     |
|               | Daniel Leclercq    |     |
|               |                    |     |
| Remplaçants : |                    |     |
|               | Jean-Paul Kraft    | 45e |
|               | Jean-Pierre Tokoto | 45e |
|               | Didier Couécou     | 45e |
|               | Joseph Bonnel      | 45e |
|               |                    |     |
| Entraîneur :  |                    |     |
| Lucien Leduc  |                    |     |